# Уил
Уил (на казахски: Ойыл; на руски: Уил) е река протичаща по територията на Актобенска, Атърауска и Западноказахстанска област на Казахстан, завършваща в солончака Актобе, в северната част на Прикаспийската низина. Дължина 761 km (при пълноводие 800 km). Площ на водосборния басейн 31 500 km².
Река Уил води началото си от южната част на Подуралското плато, на 322 m н.в., в Актобенска област. Тече основно в западна посока през югозападната част на Подуралското плато и северната част на Прикаспийската низина. По време на пълноводие водите ѝ достигат до солончака Актобе, на -10 m н.в., в района на село Актобе, Атърауска област, а при маловодие – в солончака Жалтъркол (в Западноказахстанска област). През лятото на отделни участъци пресъхва, като вода остава в отделни по-дълбоки сектори от коритото ѝ, където тя се засолява. Основни притоци: Кенжалъ, Келбатър, Ашчъойъл, Жаръншъкан (леви); Шагърлъкумдъ, Кумдъ, Бабатай, Кайъндъ, Киъл (десни). Има предимно снежно подхранване. Среден годишен отток в долното течение 10,8 m³/sec. Замръзва в края на ноември, а се размразява в края на март. Част от водите ѝ се използват за напояване. По течението ѝ са разположени около 30 малки населени места в т.ч. селата районни центрове Уил (Актобенска област) и Миялъ (Атърауска област).